# Bosco degli scomparsi

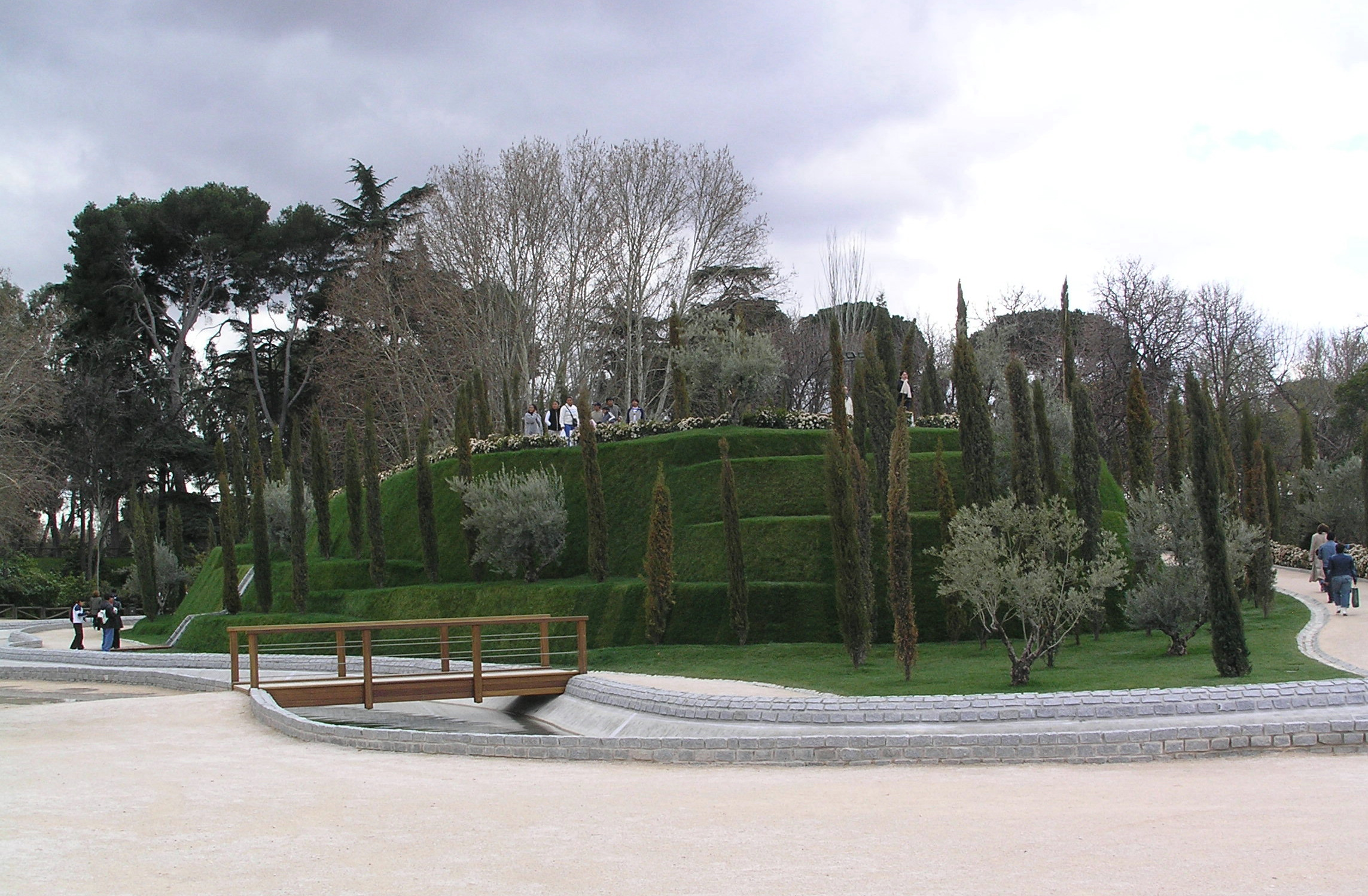
Il bosco degli scomparsi.

Il bosco degli scomparsi (in spagnolo: Bosque de los Ausentes) è un monumento commemorativo che si trova all'interno del Parco del Retiro di Madrid. È dedicato alle 191 vittime degli attentati dell'11 marzo 2004 ed all'agente delle forze speciali rimasto ucciso dai sette kamikaze che si sono fatti esplodere il 3 aprile 2004.
Il monumento si trova in prossimità della zona sportiva La Chopera, nell'angolo sud-ovest, a breve distanza dalla stazione ferroviaria di Atocha, teatro degli attentati, ed è composto da 192 alberi, 22 olivi e 170 cipressi, uno per ogni persona rimasta uccisa, ed è circondato dall'acqua, un simbolo per indicare la vita.
Un breve sentiero conduce alla cima di quella che è a tutti gli effetti una collinetta, nessuna targa commemorativa è posta sul luogo. Una lapide che ricorda l'evento si può vedere alla Puerta del Sol.

## Inaugurazione
Il re Juan Carlos I e la regina Sofia hanno inaugurato il monumento l'11 marzo 2005 ed hanno avuto l'onore di lasciare il primo mazzo di fiori in memoria dei deceduti. Quel mazzo di fiori bianchi recitava:
Alla cerimonia hanno partecipato molte altre persone di rilievo, come:
- Felipe, il principe delle Asturie, e Letizia Ortiz
- José Luis Rodríguez Zapatero, il primo ministro della Spagna
- Kofi Annan, il Segretario generale delle Nazioni Unite
- Mohammed VI, il re del Marocco
- Hamid Karzai, il presidente dell'Afghanistan
- Abdoulaye Wade, il presidente del Senegal
- Marek Belka, il presidente della Polonia
- Maíua Walad Sidaméd Taya, il presidente della Mauritania
- Jorge Sampaio, il presidente del Portogallo
- Enrico, il granduca del Lussemburgo
- Javier Solana, il ministro degli esteri dell'Unione europea
- Josep Borrell, il presidente del parlamento europeo